# Chokeslam

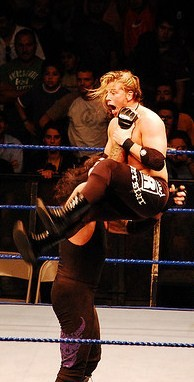
Američan Mark William Calaway provádí chokeslam na Zackovi Ryderovi

Chokeslam je jeden z chvatů v americkém wrestlingu společnosti World Wrestling Entertainment.
Jedná se o uchopení protivníka jednou rukou za krk, následné vyzdvižení do výšky a mrštění jej na záda o zem (ve skutečnosti však protivník, který má v následující chvíli dostat chokeslam vyskočí aby protivníkovi usnadnil práci, při vyzdvižení). Mezi nejznámější wrestlery používající chvat chokeslam patří The Undertaker, Kane, Big Show a další.